# Crazy Frog
Crazy Frog is een beltoon, gebaseerd op The Annoying Thing (Engels voor 'het vervelende ding'), een computeranimatie gemaakt door Erik Wernquist. De animatie was oorspronkelijk gemaakt bij een geluidseffect van Daniel Malmedahl, terwijl hij het geluid van een bromfiets probeerde na te doen.

## Omschrijving

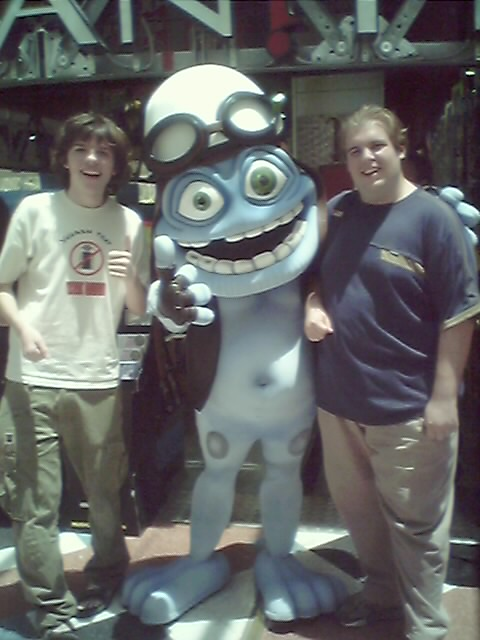
Crazy Frog.

The Annoying Thing is een amfibie-achtige computeranimatie met menselijke trekjes. Hij draagt enkel een witte motorhelm waarvan de kinband los hangt, een lederen jas en een veiligheidsbril. Verder valt het op dat de iris van zijn linkeroog groter is dan die van zijn rechteroog. Ook is in een klein detail zichtbaar dat hij een tand mist en een penis heeft.

## Oorsprong
In 1997 imiteerde de toen 17 jaar oude Daniel Malmedahl het geluid van verschillende verbrandingsmotoren. Zijn vrienden hoorden deze opnames en vonden ze grappig genoeg om op het internet te zetten. Deze opnames werden ontdekt door een onderzoeker voor een Zweeds televisieprogramma, waarna Daniel werd uitgenodigd om zijn geluid live te komen brengen in hun show. Het duurde niet lang voordat de opnames op zowat elk peer-to-peer netwerk en downloadwebsite tegenkwam onder de naam ‘2TAKTARE.MP3’.
Dit geluidseffect werd in veel Flash-animaties gebruikt, en in 2003 ontdekte Erik Wernquist het geluid, wat hem inspireerde om ‘The Annoying Thing’ te creëren.

## Beltoon

### Geschiedenis
In 2006 nam Jamba! een licentie op de animatie van The Crazy Frog en op het bekende geluid om het te kunnen verspreiden voor gebruik op mobiele telefoons. De commerciële release ging gepaard met een hele hoop reclame op o.a. de televisie, het Internet, de radio en in boekjes waardoor het al snel de meest herkenbare beltoon werd.
Jamba! koos ervoor om de originele naam "The Annoying Thing" uit commercieel oogpunt te wijzigen in "The Crazy Frog" en -voor België- in "Albert Motard". Al snel bleek het een commercieel megasucces en werd de kikker de meest succesvolle beltoon ooit. Opvolgers zoals Sweetie werden dan ook snel gecreëerd terwijl The Crazy Frog evolueerde tot bijvoorbeeld een dj-versie.

## Muziek
In 2005 verscheen er een dancesingle met de Crazy Frog, gemixt met Harold Faltermeyers Axel F. De remix werd gemaakt door het Duitse duo Bass Bumpers en bereikte een eerste plaats in de Engelse hitlijst, tot ongenoegen van Coldplay, dat haar eerste plaats moest afstaan. In Nederland bereikte het liedje de zevende plaats, in België de 1ste plaats. Later coverde Crazy frog o.a. de liedjes Popcorn (2005) en We Are the Champions (2006). In 2021 kwam Crazy Frog met een comeback met het liedje Tricky en in 2022 met het liedje A Ring Ding Ding Ding.

## Discografie

### Albums
| Album met eventuele hitnotering(en) in de Nederlandse Album Top 100 | Datum van verschijnen | Datum van binnenkomst | Hoogste positie | Aantal weken | Opmerkingen |
| ------------------------------------------------------------------- | --------------------- | --------------------- | --------------- | ------------ | ----------- |
| Crazy hits                                                          | 2005                  | 17-09-2005            | 72              | 5            |             |

| Album met hitnotering(en) in de Vlaamse Ultratop 200 albums | Datum van verschijnen | Datum van binnenkomst | Hoogste positie | Aantal weken | Opmerkingen |
| ----------------------------------------------------------- | --------------------- | --------------------- | --------------- | ------------ | ----------- |
| Crazy hits                                                  | 2005                  | 13-08-2005            | 2               | 22           |             |
| More crazy hits                                             | 2006                  | 22-07-2006            | 1(1wk)          | 17           |             |

### Singles
| Single met eventuele hitnotering(en) in de Nederlandse Top 40 | Datum van verschijnen | Datum van binnenkomst | Hoogste positie | Aantal weken | Opmerkingen          |
| ------------------------------------------------------------- | --------------------- | --------------------- | --------------- | ------------ | -------------------- |
| Axel F                                                        | 2005                  | 18-06-2005            | 7               | 14           | #5 in de Mega Top 50 |
| Jingle bells / Last christmas                                 | 2005                  | 24-12-2005            | 31              | 2            |                      |

| Single met hitnotering(en) in de Vlaamse Ultratop 50 | Datum van verschijnen | Datum van binnenkomst | Hoogste positie | Aantal weken | Opmerkingen |
| ---------------------------------------------------- | --------------------- | --------------------- | --------------- | ------------ | ----------- |
| Axel F                                               | 2005                  | 21-05-2005            | 1(12wk)         | 24           |             |
| Popcorn                                              | 2005                  | 08-10-2005            | 11              | 13           |             |
| Jingle bells / Last christmas                        | 2005                  | 10-12-2005            | 2               | 8            |             |
| We are the champions (Ding a dang dong)              | 2006                  | 17-06-2006            | 10              | 15           |             |
| Last christmas                                       | 2006                  | 09-12-2006            | 19              | 6            |             |
| Crazy Frog in the house                              | 2007                  | 10-03-2007            | 38              | 4            |             |